# Wilhelm von Ploennies
Ludwig Wilhelm von Ploennies (* 7. September 1828 in Darmstadt; † 21. August 1871 ebenda) war ein deutscher Militärschriftsteller und Übersetzer.

## Leben
Wilhelm von Ploennies, ein Sohn des Arztes August von Ploennies und der Dichterin Luise von Ploennies, begann seine Militärlaufbahn im Alter von sechzehn Jahren bei der Infanterie der Großherzoglich Hessischen Armee. Im Mai 1847 wurde er Offizier und nahm in den Jahren 1848 bis 1850 an der Niederschlagung der Badischen Revolution sowie den Gefechten in Holstein teil. 1856 wurde er Mitglied der Zeughausdirektion in Darmstadt. Vor 1861 quittierte Ploennies aus gesundheitlichen Gründen den Dienst, da er an Gicht und Rheumatismus sowie einem Augenleiden litt. In seiner letzten Lebensphase war er gelähmt und nahezu blind.
Ploennies schrieb mehrere waffenkundliche Bücher, so die Neuen Studien über die gezogene Feuerwaffe der Infanterie in zwei Bänden (1861–1864), Das Zündnadelgewehr (1865), Neue Hinterladungsgewehre (1867) und zusammen mit H. Weygandt Die deutsche Gewehrfrage (1871). Daneben verfasste er zahlreiche Zeitschriftenaufsätze zu ähnlichen Themen. Seine Schriften erschienen u. a. in der Augsburger Allgemeinen Zeitung, der Darmstädter Allgemeinen Militärzeitung und der Cottaschen Vierteljahresschrift. Beiträge, die nicht namentlich unterschrieben waren, kennzeichnete er durch drei nebeneinander stehende Sterne zwischen zwei waagerechten Strichen.
Ploennies entwickelte eine Maschine zur Herstellung von Zündhütchen und andere Geräte, die in verschiedenen Armeen zum Einsatz kamen. 1857 hielt er sich in Russland und 1866 in der Schweiz auf; er arbeitete jedoch auch für andere Staaten bzw. die Industrie.
Er verfasste jedoch nicht nur Sachliteratur, sondern übertrug auch die Kudrun ins Neuhochdeutsche (1853) und veröffentlichte die Gedichtbände Immortellen des Schlachtfeldes (1870) und Schwanenlieder (1871). Unter dem Pseudonym Ludwig Siegrist ließ er außerdem den humoristischen Roman Leben, Wirken und Ende des Generals Leberecht vom Knopf (1869) erscheinen. Seinen Schwager Johann Wilhelm Wolf, der seine Schwester Marie geheiratet hatte, unterstützte er bei dessen Sammlung von Märchen und Sagen.
Er war seit 1859 verheiratet mit Marie Mathilde von Görts (* 8. September 1834 in Schlitz (Vogelsbergkreis); † 12. März 1916 in Darmstadt), einer Tochter von Friedrich Wilhelm Graf von Schlitz gen. von Görtz  (1793–1839) aus dessen morganatischer Ehe mit Elise Ritz aus Bernshausen. Das Paar hatte zwei Töchter und drei Söhne, darunter Friedrich Wilhelm (1860–1906,) deutscher Generalkonsul in Brisbane, der in seiner Ehe mit Mary Macrossan die australische Linie der Familie begründete.
Wilhelm von Ploennies wurde auf dem Alten Friedhof in Darmstadt bestattet (Grabstelle: I D 97/98).

## Auszeichnungen
- Verdienstorden Philipps des Großmütigen, Ritter (9. Juni 1850)
- Russischer Orden der Heiligen Anna 3. Klasse (1857)
- Hessisches Feld-Dienstzeichen
- Badische Gedächtnismedaille für den Feldzug in Baden 1849